# Imaginary (Film)
Imaginary (deutsch etwa „imaginär“) ist ein Horror-Thriller des US-amerikanischen Regisseurs und Autor Jeff Wadlow. Der Film erzählt von einer jungen Frau, die mit ihrer neuen Familie zurück in ihr Elternhaus zieht, wo ihre jüngste Stieftochter eine unheimliche Bindung zu einem Teddybären entwickelt. Der Film kam im März 2024 in die deutschen und US-amerikanischen Kinos.

## Handlung
Die junge Kinderbuchautorin Jessica hat es nicht einfach. Ihr blinder Vater Ben ist ein Pflegefall und lebt in einem Heim, ihre Mutter ist verstorben. Ihr Ehemann Max bringt zwei Mädchen aus erster Ehe mit: die 9-jährige Alice und die 15-jährige Taylor. Maxs erste Ehe ging in die Brüche, weil seine erste Frau Samantha psychopathische Züge entwickelte und die Kinder in Gefahr brachte. Mit Alice versteht sich Jessica recht gut, doch zwischen Taylor und Jessica gibt es empfindliche Spannungen. Taylor ist in einer typischen Rebellenphase und will sich nichts von ihrer Stiefmutter sagen lassen. Eines Tages erbt Jessica das Haus ihrer Eltern und so beschließt sie, es umgehend zu beziehen. Das neue Haus ist groß, modern und komfortabel. Außerdem erhofft sich Jessica neue Inspirationen für künftige Kinderbücher, zumal sie in dem Haus ihre Kindheit verbracht hatte.
Eines Abends entdeckt die kleine Alice im Keller des Hauses eine geheime Kammer, in der ein großer Teddybär auf einem Stuhl sitzt. Alice ist entzückt, nennt den Teddy „Chauncey“ und nimmt ihn sogleich mit auf ihr Zimmer. Dort führt sie angeregte Gespräche mit Chauncey. Jessica, die zufällig gerade von einem Besuch bei ihrem Vater zurückkehrt und Alice unfreiwillig belauscht, denkt sich nicht allzu viel dabei und hält Chauncey für einen imaginären Freund von Alice. So entgeht ihr die bedenkliche Verhaltensänderung, die Alice durchmacht: das Mädchen redet nicht nur eifrig mit Chauncey, sondern behauptet auch, der Teddy sei „hungrig“. Als Nächstes zeigt Alice einer verdutzten Jessica eine Liste mit Dingen, die das Mädchen dem Teddy beschaffen soll. Jessica belächelt die seltsame Schnitzeljagd, während der Zuschauer gezeigt bekommt, dass die Liste verstörende Sachen wie: „etwas, das brennt“ und: „etwas, das weh tut“ enthält.
Zur gleichen Zeit lernt Jessica ihre ältliche Nachbarin Gloria kennen. Gloria erzählt Jessica, dass es für Kinder völlig normal sei, einen imaginären Freund zu haben. Offensichtlich war Gloria dereinst die Babysitterin für Jessica gewesen, doch Letztere hat unerklärlicherweise Mühe, sich an ihre Kindheit und an Gloria zu erinnern. Am kommenden Abend erlebt Jessica ihren ersten Albtraum, als Samantha sich in Alices Zimmer schleicht, mit Alice spricht und eine stutzig gewordene Jessica anfällt. Zum Glück passiert nichts Schlimmeres und Samantha wird von der Polizei verhaftet. Jessica ist außer sich, als sich herausstellt, dass Taylor heimlich mit Samantha getextet und ihr die neue Adresse gesteckt hatte.
Als Jessica wieder bei ihrem Vater ist, nutzt Taylor die Gelegenheit, um den Nachbarsjungen Liam einzuladen. Liam erscheint mit heimlich mitgebrachten Benadryl-Pillen und wird high. Als er die Toilette aufsucht, wird er von Chauncey in den hinteren Bereich des Hauses gelockt, fast zu Tode erschreckt und von einer gerade heimkehrenden Jessica rausgeworfen. Am nächsten Morgen erscheint Liams Mutter bei Jessica, um sich zu entschuldigen. Während Jessica und Taylor streiten, nutzt Chauncey die Gelegenheit, um Alice dazu anzustiften, Jessicas Kunstwerke und Manuskripte zu beschmieren.
Jessica glaubt, Alice habe die Bilder aus Frust beschädigt, weil sie das Mädchen mit Taylor und ihrem Date allein gelassen hatte und führt ein einfühlsames Gespräch mit dem Mädchen – ohne dabei zu bemerken, dass Alice gar nicht anwesend ist. Erst als Jessica Alices Schnitzeljagd-Liste genauer betrachtet, erwacht sie aus ihrer Trance. Sie findet Alice im Garten und kann in allerletzter Sekunde verhindern, dass Alice ihre Hand -auf Weisung von Chauncey hin- in einen spitzen Nagel rammt. Aufgewühlt bittet Jessica die Kinderpsychologin und -therapeutin Dr. Alana Sotos um Hilfe. Die Ärztin bittet darum, die Gespräche mit Alice aufzeichnen zu dürfen und Jessica stimmt zu. Während der Sitzung rät Dr. Sotos der kleinen Alice, sie solle Chauncey klarmachen, dass er zu weit gegangen sei. Echte Freunde würden einander nicht hintergehen und schon gar nicht zur Selbstverstümmelung aufrufen. Es scheint, dass Chauncey Alices Ansage gar nicht gut aufnimmt, denn er beleidigt erst Alice, dann Jessica und zu guter Letzt Dr. Sotos. Eine Drohung seitens Chauncey rundet das Gespräch abschließend ab. Alice, völlig eingeschüchtert und aufgelöst, läuft weinend auf ihr Zimmer und erzählt Taylor, Chauncey sei „wütend“.
Der größte Schockmoment aber ist jener Augenblick, als Dr. Sotos Jessica die Videoaufzeichnungen zeigt: es gibt gar keinen Teddybär namens „Chauncey“, er ist weder im Video zu sehen, noch können Dr. Sotos oder Taylor den Teddy sehen. Jessica fällt aus allen Wolken. Als Dr. Sotos berichtet, dass sie bereits mehrere, ganz ähnliche Fälle betreut hatte und dabei immer wieder der Name „Chauncey“ fiel, wird Jessica nervös. Dann fällt das Wort „Never Ever“. Dr. Sotos erklärt, das „Never Ever“ sei eine Art Fantasiereich, das den Kindern versprochen wurde, wenn sie Chaunceys Freunde würden. Unterdessen hat Alice auf ihrem Zimmer eine neuerliche Unterhaltung mit dem Teddybär. Chauncey stellt sich reumütig, schmeichelt Alice geschickt und überredet das Mädchen dazu, die nun fertiggestellte Schnitzeljagd-Liste zu nutzen, um ein Portal ins Never Ever zu schaffen. Derweil findet Jessica im Keller einen alten Karton mit Zeichnungen, die sie selbst im Alter von fünf Jahren angefertigt hatte. Klamm vor Schreck entdeckt sie ein Bild mit einer Tür, die mit „Never Ever“ beschriftet ist. Jessica erschließt sich nun, was hier gespielt wird:
Chauncey ist ein bösartiges Wesen (genauer: ein Traumdämon) aus einer Parallelwelt, das Kinder in sein Reich lockt, um ihre Fantasie anzuzapfen. Auch von der Seele der Kinder kann es sich ernähren. Seine Vorgehensweise ist dabei stets dieselbe: erst erschleicht er sich das Vertrauen der Kinder, dann verleitet er sie zu allerlei Untaten, um ihre Loyalität zu prüfen. Gleichzeitig mischt er das Familienleben der Kinder auf, indem er das Kind Zwietracht und Misstrauen säen lässt. Zu guter Letzt holt er das Kind zu sich ins Never Ever, wo das Kind auf ewig in einer Fantasiewelt lebt, bis seine Seele aufgezehrt ist, oder das Opfer an Erschöpfung stirbt. In der Menschenwelt bleibt das Opfer auf ewig unauffindbar. Jessica schwant Unheil, doch sie kommt zu spät: Alice ist verschwunden. Zu allem Unglück fällt Taylor ihr in den Rücken und gibt ihr die Schuld an Alices Verschwinden. Taylor verlässt das Haus, um nach Alice zu suchen und trifft auf Gloria. Diese klärt Taylor über Chauncey auf. Gloria hatte von dem Traumdämon erfahren, als sie auf Klein-Jessica aufgepasst hatte. Taylor begreift nun, dass Jessica nicht nur die Wahrheit gesagt hatte, sondern dass nun sie und Alice in größter Gefahr schweben, denn Jessica hat Alices Tür ins Never Ever entdeckt.
Gloria, Taylor und Jessica betreten gemeinsam das Never Ever, um Alice zu befreien. Plötzlich versiegelt ausgerechnet Gloria die Tür, sodass eine Rückkehr unmöglich ist. Es stellt sich heraus, dass Gloria ins Never Ever wollte, um dort auf ewig ihre eigenen Kindheitsfantasien ausleben zu können, ohne je zu altern. Dummerweise ist Chauncey strikt dagegen und tötet Gloria. Unterdessen erzählt Jessica Taylor (und dem Zuschauer), was sich zugetragen hatte, als sie (Jessica) fünf Jahre alt war: Jessica wäre damals selbst um ein Haar Opfer von Chauncey geworden, hätte ihr Vater Ben nicht Chaunceys wahre Identität entdeckt und seine Tochter aus dem Never Ever zurückgeholt. Dabei hatte Ben dem Dämon schwer zugesetzt. Aus Rache hypnotisierte Chauncey den armen Mann und schlug ihn mit Wahnsinn. Als Ben es mit letzter Kraft schaffte, die Tür zum Never Ever zu zerstören, ließ Chauncey ihn erblinden. Seitdem ist Ben ein Pflegefall, den Jessica nun betreuen muss. Eine völlig traumatisierte Jessica hatte all das zunächst erfolgreich verdrängt und vergessen. Doch ihr einstiger Besuch im Never Ever hatte dafür gesorgt, dass Jessica Chauncey auch im Erwachsenenalter sehen konnte. Nun kommt es zwischen Chauncey, Taylor und Jessica zum erbitterten Kampf um Alice. Das Mädchen durchschaut schließlich Chaunceys Intrigenspiel und mischt sich mutig in das wilde Gerangel ein. Es stellt sich heraus, dass Kinder im Never Ever ihre Fantasie nicht nur dazu nutzen können, alles Gewünschte wahr werden zu lassen, sondern auch, um Chauncey weh zu tun. Es gelingt den Dreien, Chauncey zu bezwingen und das Never Ever zu verlassen.
Man beschließt, auszuziehen und in der Übergangszeit in einem Hotel unterzukommen. Dort sieht der Zuschauer Chauncey in Teddybär-Gestalt, ein kleiner Junge namens Luis spricht ihn mit „Rufus“ an und nimmt ihn auf den Arm. Die drei Helden verlassen fluchtartig das Hotel.

## Produktion

### Filmstab und Besetzung
Regie führte Jeff Wadlow, der gemeinsam mit Greg Erb, Bryce McGuire und Jason Oremland auch das Drehbuch schrieb. Der Arbeitstitel Urojenie ist die polnische Bezeichnung für einen Wahn, ein psychopathologisches Symptom, das vor allem im Rahmen verschiedener psychischer Störungen vorkommt. Der Titel Imaginary bezieht sich auf etwas, das nur in der Gedankenwelt, in der Imagination oder Fantasie eines Menschen existiert, also imaginär ist, wie bei einem imaginären Freund. Als Filmeditor fungierte wie bei Wadlows letzten Film Wahrheit oder Pflicht Sean Albertson.
DeWanda Wise ist in der Rolle von Jessica zu sehen, die mit ihrer Familie zurück in ihr Elternhaus zieht. Die Nachwuchsschauspielerin Pyper Braun spielt ihre Stieftochter Alice. Taegen Burns spielt Taylor. Betty Buckley spielt Gloria und der Brite Tom Payne Max. In weiteren Rollen sind Veronica Falcón, Dane DiLiegro und Matthew Sato zu sehen.

### Filmmusik, Marketing und Veröffentlichung
Die Filmmusik komponierte Bear McCreary. Das Soundtrack-Album mit insgesamt neun Musikstücken wurde zum US-Kinostart von Sparks & Shadows Records als Download veröffentlicht.
Der erste Trailer wurde im November 2023 vorgestellt. Die Premiere des Films erfolgte am 29. Februar 2024 in Los Angeles. Am 8. März 2024 kam Imaginary in die Kinos in den USA und im Vereinigten Königreich. Der Kinostart in Deutschland erfolgte am 14. März 2024. Am 28. Juni 2024 soll Imaginary auf Blu-ray und DVD veröffentlicht werden.

### Synchronisation
Die deutsche Synchronisation entstand nach einem Dialogbuch und der Dialogregie von Dominik Auer im Auftrag der @alpha Postproduktion in München.

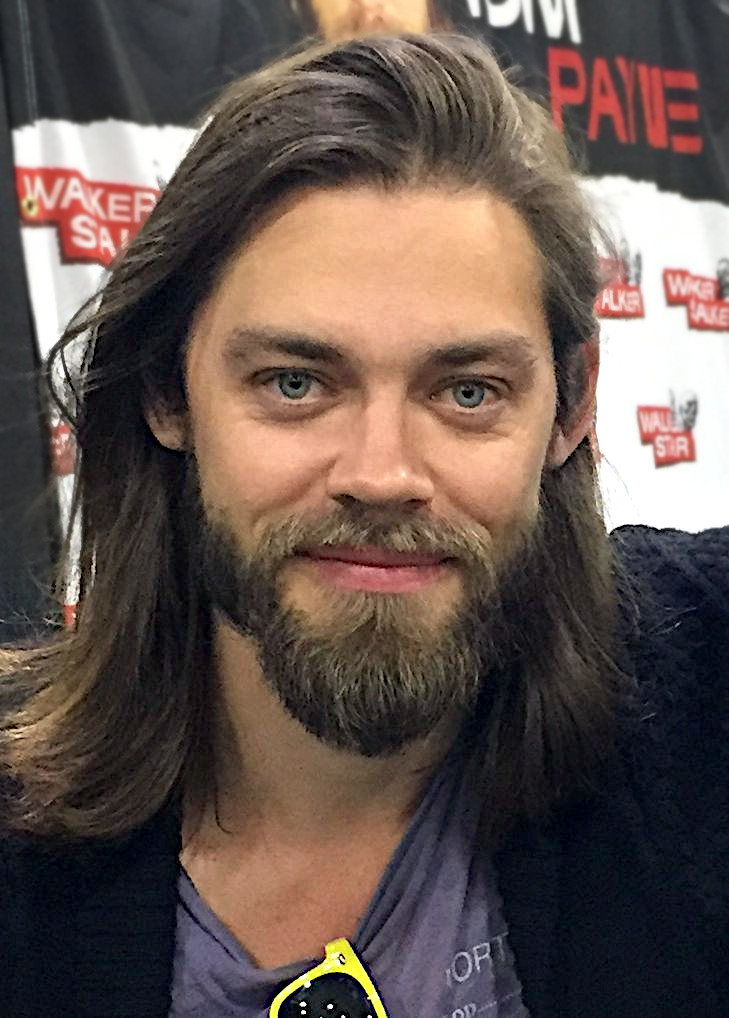
Tom Payne spielt Max

| Darsteller       | Synchronsprecher   | Rolle          |
| ---------------- | ------------------ | -------------- |
| Pyper Braun      | Romy Sedlmeir      | Alice          |
| Wanetah Walmsley | Sara Sukarie       | Barbara        |
| Veronica Falcón  | Julia Dahmen       | Dr. Alana Soto |
| Betty Buckley    | Bettina Redlich    | Gloria         |
| DeWanda Wise     | Angelina Markiefka | Jessica        |
| Matthew Sato     | Mio Lechenmayr     | Liam           |
| Tom Payne        | Paul Sedlmeir      | Max            |
| Alix Angelis     | Janina Dietz       | Samantha       |
| Taegen Burns     | Zina Laus          | Taylor         |

## Rezeption
In den USA wurde der Film von der MPAA als PG-13 eingestuft. In Deutschland wurde der Film von der FSK ab 16 Jahren freigegeben. In der Freigabebegründung heißt es, der Film baue nach realistischem Beginn eine zunehmend geheimnisvolle und düstere Atmosphäre auf, die in einigen drastischen, teils auch deutlich überhöhten Schreckens- und Gewaltmomenten kulminiere. Da der fiktive Charakter des Geschehens sich 16-Jährigen jedoch jederzeit erschließe und zudem starke und mutige Hauptfiguren Halt geben, bestehe für diese Altersgruppe kein Risiko einer Überforderung.
Die Kritiken fielen zu einem großen Teil negativ aus. Nur knapp ein Viertel der bei Rotten Tomatoes aufgeführten Kritiken sind positiv.
Im Online-Magazin Film plus Kritik vergab Natascha Jurácsik 4 von 10 Sternen und kritisierte vor allem das aus ihrer Sicht mangelhafte Drehbuch. Sie fasste zusammen: „Ein ehrlicher Versuch oder ein schneller Cash-Grab – so oder so gehört Imaginary zu den unkreativsten und langweiligsten Projekten von Blumhouse.“
Die weltweiten Einnahmen des Films aus Kinovorführungen belaufen sich auf 38,6 Millionen US-Dollar. In Deutschland verzeichnet der Film 132.789 Kinobesucher.